# José Cardoso Perdigão

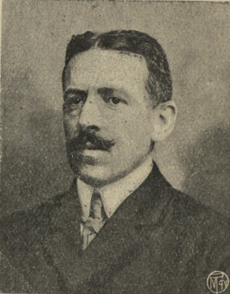
José Perdigão

José Cardoso Perdigão (Viseu, 14 de Março de 1869/1879 – Viseu, 28 de Fevereiro de 1940) foi um jornalista, empresário agrícola e industrial e político português.

## Biografia
Filho de Henrique Cardoso Perdigão, comerciante em Viseu, proprietário dum armazém de lanifícios na Praça Camões, actual Praça D. Duarte, e de sua mulher Teresa de Jesus Lopes dos Santos e neto paterno de José Francisco Cardoso Perdigão e de sua mulher Jerónima Augusta.
Comerciante e Jornalista, foi Presidente da Associação Comercial e Industrial de Viseu, Diretor do Banco Agrícola e Industrial de Viseu e fundou e dirigiu o jornal Republicano A Beira, em Viseu, de 1906 a 1911,
Republicano, teve papel relevante no desenvolvimento dos seus ideais na Região de Viseu, tendo sido Administrador do Concelho e Comissário da Polícia de Viseu e Deputado à Assembleia Nacional Constituinte de 1911 pelo Círculo Eleitoral de Lamego.
Foi iniciado na Maçonaria em 1905, com o nome simbólico de Manuel Fernandes Tomás, na Loja Viriato, de Viseu, da qual foi Venerável Mestre.
Casou com Raquel de Azeredo, mais nova das quatro filhas - Judite, Ester, Elisa e Raquel - de Pedro Paulo de Azeredo e de sua mulher Gertrudes Cândida Barbosa de Carvalho, neta paterna de Roque Rangel de Azeredo, Major do Exército, um dos Bravos do Mindelo, e de sua mulher Maria da Assunção Machado e neta materna de Francisco de Almeida Barbosa e de sua mulher Maria de Jesus de Carvalho, e foi seu filho primogénito José Henrique de Azeredo Perdigão.